# Ɛ̨
Cette page contient des caractères spéciaux ou non latins. S’ils s’affichent mal (▯, ?, etc.), consultez la page d’aide Unicode.
Ɛ̨ (minuscule : ɛ̨), appelé epsilon ogonek, est un graphème utilisé en chipewyan (en Saskatchewan), otomi de la sierra, ainsi qu’en kpèllè de Guinée par certains auteurs. Elle a aussi été utilisée dans l’écriture de l’otomi du Nord-Ouest.
Il s’agit de la lettre epsilon diacritée d’un ogonek.

## Utilisation
En chipewyan de Saskatchewan, ‹ ɛ̨ › est utilisé pour représenter une voyelle mi-ouverte antérieure non arrondie [ɛ̃], nasalisée et avec un ton bas.
En Guinée, la traduction kpèllé de la Bible de l’Alliance biblique en Guinée, Yálá laawoo hɛɓɛ, utilise le e ouvert ogonek ‹ ɛ̨ ›.
Melville Jean Herskovits et Frances S. Herskovits utilisent le e ouvert ogonek ‹ ɛ̨ › dans leur orthographe sranan ou dans la transcription du fon.
Dans l’orthographe otomi de la sierra utilisée par Voigtlander et Echegoyen, ‹ ɛ̨ › représente une voyelle pré-ouverte antérieure non arrondie nasalisée [æ̃].

## Représentations informatiques
L’epsilon ogonek peut être représenté avec les caractères Unicode suivants :
- décomposé (latin étendu B, Alphabet phonétique international, diacritiques) :

| formes    | représentations | chaînes de caractères | points de code | descriptions                                        |
| --------- | --------------- | --------------------- | -------------- | --------------------------------------------------- |
| majuscule | Ɛ̨               | Ɛ◌̨                    | U+0190 U+0328  | lettre majuscule latine e ouvert diacritique ogonek |
| minuscule | ɛ̨               | ɛ◌̨                    | U+025B U+0328  | lettre minuscule latine epsilon diacritique ogonek  |

## Sources
- (kpe) Alliance biblique en Guinée, « Yálá laawoo hɛɓɛ », sur YouVersion (Bible.com) (consulté le 4 aout 2017)
- (en) Chris Harvey, « The Dënesųłıné Language », sur Languagegeek.com, 2011
- (en) Melville Jean Herskovits, Dahomey, an ancient West African kingdom, vol. 1, J. J. Augustin, 1938 (lire en ligne)
- (en) Melville J. Herskovits et Frances S. Herskovits, Suriname folk-lore, New York, Columbia University Press, 1936 (lire en ligne)
- (es) Katherine Voigtlander et Artemisa Echegoyen, Luces contemporaneas del otomí. Gramática del otomí de la sierra, Mexico, Instituto Lingüístico de Verano, 1985, 2e éd. (ISBN 968-31-0045-7, lire en ligne)